# منتخب تركيا لكرة السلة 3x3
منتخب تركيا لكرة السلة 3x3 هو منتخب تركيا الوطني في رياضة كرة السلة 3×3، يدار من قبل الاتحاد التركي لكرة السلة.